# محمود صابر همیشگی
محمود صابر همیشگی(۱۳۳۰-) نماینده مجلس شورای اسلامی دوره چهارم و فرماندار اسبق شمیرانات بود. وی دارای مدرک کارشناسی ارشد علوم سیاسی است.
او در دوره چهارم با کسب ۳۳۴ هزار و ۸۱۷یعنی ۳۲٫۶درصد آرا کمترین رای از مردم تهران را گرفت و به مجلس راه یافت. از سایر فعالیت‌ها او می‌توان به ریاست هیئت مدیره و مدیر عاملی سازمان چای کشور و مدیر کل امور مجلس سازمان صدا و سیما اشاره کرد.
وی نامزد چهارمین دوره شورای شهر تهران از لیست از لیست ائتلاف خدمتگزاران آبادانی و پیشرفت به سر لیستی پرویز سروری بود.